# Jeffrey Buis
Jeffrey Buis (Meppel, 27 december 2001) is een Nederlandse motorcoureur. Hij is woonachting te Steenwijkerwold.
In oktober 2020 behaalde Buis in het Portugese Estoril de wereldtitel in het FIM Supersport 300 World Championship. "Na een uitstapje naar de WorldSSP-categorie in 2022, waarin Buis geen punten wist te scoren en moeite had zich aan te passen, maakte hij een opmerkelijke terugkeer naar de WorldSSP300-klasse in 2023. Hier wist hij, ondanks een moeizame start, zijn beproefde kunde in ‘close racing’ te revitaliseren, wat resulteerde in een aantal zinderende overwinningen en uiteindelijk de wereldtitel." Na in 2023 hij zijn tweede wereldtitel te hebben behaald maakte hij de overstap naar KTM.